# Linha milo-hióidea
A Linha milo-hióidea é uma estrutura anatômica localizada na porção interna da mandíbula, próxima à língula e ao forame da mandíbula. Tem esse nome pois é desta linha que se origina o músculo, com o mesmo nome, milo-hióideo.
Era chamada de linha oblíqua interna, nome desatualizado.